# Francesco di Doménico
Francesco di Doménico (Castelnuovo, Italia, 1 de agosto de 1880 - Villeta, Colombia, 26 de diciembre de 1966) fue un empresario italiano, exhibidor itinerante, productor y realizador cinematográfico. Su legado abarca desde ser uno de los pioneros en llevar el cine a Colombia, hasta hacer producciones propias del país, pasando por noticieros, documentales y ficciones. Junto a su hermano Vincenzo di Doménico, sus cuñados Giuseppe di Ruggiero, Erminio di Ruggiero, sus primos Giovanni de Doménico Mazzoli y Donato Doménico Mazzoli crearon la productora de cine Sicla.

## Inicios

### Infancia
Francesco nace en Castelnuovo el 1 de agosto de 1880. Su padre Donato di Doménico muere en 1886 a causa de una fiebre amarilla en Panamá, dejando a Francesco como primogénito de sus otros dos hermanos Vincenzo y Colomba. Su padre que practicaba la joyería, les deja una pequeña herencia. Francesco junto a Vincenzo pasan a vivir con su tío Luigi di Doménico, pastelero de oficio.

### Adolescencia y primer viaje a América
Francesco trabajo en los viñedos, lo cual le afecto sus años escolares, después, en un principio probo con la joyería, luego se vinculó con el fotógrafo del pueblo quien le enseño todo el oficio.
A finales del siglo XIX Francesco viajó a Martinica, donde un tío era comerciante de telas, allí trabaja por un tiempo donde toma clases de piano y ahorra. Aunque contrajo un enfermedad que lo obligó trasladarse a Italia y gastarse gran parte del dinero ahorrado.
En 1900 se enamora de María Felicia, se compromete con ella al año siguiente, mientras prepara un viaje como ayudante de su tío Vincenzo Cozzarelli, quien va a África Occidental. Desde mayo de 1902 Francesco y su tío se establecen en África, aunque con condiciones apenas para sobrevivir. En una carta enviada a María Felicia, deja claro que ya no quiere trabajar más con su tío, preocupado con la idea de no poder enviar dinero a su prometida.

### Independización
En el año 1903 Francesco vuelve a África para casarse, el día 26 de diciembre es la boda. Ahora es ayudante de su suegro, quien también es comerciante, la situación es igual que la anterior vivida con su tío. Francesco planea volver a Italia en julio de 1905 para reunirse de nuevo con María. En 1906 María queda embarazada por primera vez y Francesco está listo para un nuevo viaje. Con la aprobación del gobierno Estadounidense de la reiniciación de trabajos en el canal de Panamá, miles de emprendedores buscan suerte en América y Francesco no es ajeno a esto. Viaja en compañía de su suegro, para vender mercancías en compañía de su tío Vincenzo Cozzarelli, se establecerán en Colon, con el nombre de “Italian Bazaar” en 1906, año en el cual nace su hija Marietta. La suerte es igual que antes, es aquí que decide independizarse de su tío y su suegro, conoce a un comisario francés que le envía a crédito mercancías y se inicia en una nueva empresa. Regresa a Italia en noviembre de 1908.

### Cinema Olympia
Entre los años 1908 y 1909 Francesco junto a su hermano Vincenzo se asocian con Benedetto Pugliese y montan un espectáculo de exhibición ambulante de cine. A sus 29 años Francesco era una persona ambiciosa y arriesgada para incursionar en un mercado naciente como lo era el cine. Francesco y su hermano viajan a Milán para comprar varias películas, dos proyectores, un generador eléctrico y algunos elementos para montar una empresa ambulante.
En 1909 viajan a París donde adquieren más películas y nombran su empresa cómo “Cinema Olympia”, ahí mismo mandan hacer el logo de la empresa. Luego viajan a Antillas Menores, isla de Guadalupe donde proyectan por primera vez. Aunque sabían cómo funciona el proyector en teoría, nunca había puesto una película en un proyector, la función fue un éxito.
En abril de 1910 llegan a Venezuela, al principio tuvieron problemas ya que les decomisaron las películas, en la aduana, pero todo se arregló con la intervención del embajador italiano. Aquí el generador eléctrico que habían adquirido empieza a fallar, afectándoles su trabajo perdiendo la concesión del teatro.

## Colombia

### Llegada y adaptación
Francesco se traslada a Puerto España, buscando mecánicos calificados que reparen el generador, arreglo que toman más de un mes. Regresa a Panamá, con el generador eléctrico fallando decide viajar a Colombia.
La primera carta de Francesco en Colombia data del 24 de octubre de 1910 en la ciudad de Barranquilla, habían comenzado a trabajar con tres proyecciones. A Francesco le nace la idea de crear un cine fijo, por eso empieza a compra más películas, de ahí parte para Santa Marta de la cual le queda una grata impresión, aunque no le fue muy bien.
Le dicen que en Cartagena y el interior del país hay mejores oportunidades, Francesco empieza a tomar una serie de decisiones importantes como la de comprar más películas, de pedir concesiones para proyectar en Colombia, Venezuela, Panamá, Ecuador entre otros, aunque todavía son planes porque no han encontrado un lugar donde establecerse.
El 12 de febrero de 1911 parte hacia el interior del país, le dicen que en Girardot hay luz eléctrica, que podrá trabajar sin necesidad del generador, cuando llegó a Girardot no encontró electricidad sé quedó estancado porque no podía trabajar y así no producía dinero, hasta que unas bailarinas le prestaron dinero pudo seguir su viaje a Bogotá.
A mediados del marzo de 1911 llega a abrir la plaza de Bogotá, empieza a trabajar, es conocido como “El Italiano de la máquina”. La gente lo tenía en buena estima porque traía un tipo de entretenimiento diferente, además aparte de calidad de proyección tenía películas más actuales. Aunque estos primeros años todavía eran de escasez, no dormía bien y tampoco comía bien. No era fácil hacer dinero con el cine en Colombia, ya que era un mercado secundario a comparación del cono sur Latinoamericano. Pero con la llegada de Vincenzo, su hermano, desde Panamá con nuevas películas mejora la situación.
Regresa a Italia entre finales de 1911 para estar con su esposa, con una nueva y renovada colección regresa a Panamá a inicios de 1912 acompañados por gran parte de su familia, este año y este suceso serían fundamentales en el desarrollo y creación de la futura empresa Sicla.

### Salón Olympia
El Domingo, 8 de diciembre de 1912 si inauguró el Salón Olympia con la proyección de la película El último de los Frontignac, aunque se le conoció con el nombre “La novela de un hombre joven pobre”, quizás se cree que era la película más costosa y más nueva que Francesco había traído al país.
Vincenzo, su hermano, empezó una serie de conversaciones con capitalistas de la época como Nemesio Camacho, Ulpiano Valenzuela, Federico de Castro entre otros para crear el Salón Olympia, al principio Francesco y Vincenzo no formarían parte de la empresa, continuarían trabajando para el salón.
Francesco, con sus hermanos, algunos primos y algunos socios crearon la Sicla (Sociedad Industrial Cinematográfica Latino Americana). Francesco escribió que esta nueva sociedad se creó sin libros ni escrituras, pero al parecer hubo una escritura en Bogotá en 1914. En 1920 hay otro documento que cita al anterior donde ya estaban Francesco y Vincenzo, se sumaba Peppino y Giovanni (primos con los cuales crecieron.), como creadores de la Sicla.
1914 cuando estalla la Primera Guerra Mundial, Francesco se traslada a Venezuela, para crear una agencia de la nueva empresa. De regreso se entera en Barranquilla de la noticia que amenazaría su empresa (el estallido de la guerra), decide hacer un viaje rápido, ya que no puede demorar por estar en frente de la empresa y porque su esposa María cuida de su hijo Donato de dos años y además está embarazada de Elisa. En el viaje compro El misterio del millón de dólares
Francesco haría tratos con Don Nemesio Camacho para alquilar el local, se introducirá en la sociedad del Kine, como resultado de la asociación por una época de Cinema Olympia y Kine Universal, para dar mejor espectáculos en cuanto películas y escenarios. Francesco decide que su familia y sus hijos vengan a Bogotá.
La empresa por esa época estaba muy bien organizada, tenía una oficina en la Calle 13; su familia se instala cerca a la iglesia La Capuchina, Francesco se encargaba personalmente de los negocios en Bogotá
Después, Francesco comienza hacer sus producciones, con su sociedad la S.I.C.L.A.La primera película de acontecimientos locales realizada por los di Doménico fuel el día 17 de junio de 1915, se llamaba La fiesta del Corpus y de San Antonio, la recepción según Francesco, fue formidable, con aplausos y vivas incontenibles. Después vendrían La procesión cívica del 18 de junio, la fiesta de las flores el 20 de julio, Maniobras del ejército en el Puente del común en agosto y en septiembre La fiesta del domingo 14 en la Escuela militar.
Con este salto a la producción se necesita un propio canal publicitario. En junio de 1915 se publica “Olympia, Revista Cinematográfica”, en formato periódico y con noticias de las hazañas de la empresa.

## El drama del 15 de octubre
Trata sobre el asesinato del general Uribe Uribe, el atentado del cual fue víctima, la película se hizo un año después del magnicidio, Francesco comentaba al respecto, que la película fue prohibida para su exhibición en toda Colombia, por medida de orden público. En realidad si fue exhibida, aunque con muchas críticas. Hubo consternación por el hecho de haber utilizado a los dos asesinos del general en la película.
Esto sería el fin en el campo de la producción para Francesco, volvería a producir noticieros en 1919 cuando incido de nuevo con los noticieros.
Francesco tuvo que ejercer una autocensura, (además de ser un tutor en materia de cine y principios) al material que traía el mismo, con una revisión meticulosa del contenido de cada cinta. Tras este proceso, tenía que ponerse a la tarea de indicarles a las mamas el contenido de las películas, para que sus hijas pudieran ir a verlas.

### Recreación del drama
La película empezaba con la foto del general Uribe Uribe, luego recreaba una operación practicada antes de su muerte, continuaba con registros documentales de su funeral un año después, seguía con imágenes de los verdaderos asesinos que se supone recibieron un pago por la aparición en esta película.
La segunda parte mostraba imágenes de la conmemoración de su muerte un año después y continuaba con unas imágenes de una mujer envuelta en una bandera de Colombia.

### El ciclo de oro
Con Europa estando sumergida en la guerra, la producción y distribución de las películas estaban estancadas, acarreando con ello una escasez de contenidos en Colombia, conseguir nuevo material era muy importante. La S.I.C.L.A anunciaba la adquisición de nuevas películas, los cuales se demoraban meses en llegar y generaban una inmensa expectativa alimentada por la publicidad de la distribuidora, esto gracias a las dificultades reinantes de la época.
Francesco gracias a su espíritu emprendedor había tratado comprar Cabiria desde 1914, apenas un año después de haber sido filmada, cuando por fin llegó a Colombia dos años después de su estreno. El film tuvo una gran acogida, fue ahí cuando Francesco junto a sus hermanos presentaría al público un ciclo de películas, comandadas por Cabiria, con otro títulos como El limpia botas de la avenida, Patria, La garra, Pedro y el diablo y La orden sellada, con estas recorrieron todo el país durante algunos años. Este bloque de películas generaría grandes ganancias, gracias al que el público respondió animado, en un tiempo en que el mercado estaba en crisis.
En noviembre de 1916 Francesco regresa a Bogotá desde Barranquilla, con buenas noticias la compra de un terreno para construir su propio teatro, se pensó inicialmente el nombre El dorado para finalmente llamarlo Teatro Colombia, en honor a la matrona barranquillera que vendió los terrenos.

### Don Pacho di Doménico
Francesco ya no era más simplemente el proyecto de cine, sino se convirtió en un señor preocupado por el adelanto de la capital. A los 38 años Francesco era la cabeza visible de una empresa prospera y de una familia numerosa. Se había integrado a la sociedad Bogotana ganado admiración y respeto de muchos.
Con el final de la guerra, Estados Unidos y su industria empieza tener una gran acogida en el público y en la salas, gracias su gran condición técnica y artística compensando el vacío dejado por producciones francesas e italianas, Francesco y sus hermanos intentan por un tiempo defender el cine europeo, pero un tiempo después de manera discreta y pausada abandonan esto, para empezar a conseguir producciones norteamericanas. Francesco viaja constantemente a Estados Unidos donde se le ocurren nuevos proyecto con relación al crecimiento del cine local. El mismo sería el encargado de viajar a Italia y escoger el material para proyectar y distribuir en Colombia, además de enviar elementos para la elaboración de cintas nacionales.
En 1919 Francesco junto a sus hermanos empiezan de nuevo con la realización de pequeños noticieros, se cree que también hay tomas de la visita del piloto norteamericano Knox Martin, contratado por el mismo Francesco para salir de la monotonía.
Francesco, sus hermanos, socios y demás de la Sicla llegan a un acuerdo con Cine Colombia para vender su empresa, según Donato di Doménico fue la mejor opción para todos los socios de la empresa.
Francesco se radicaría en Italia en el año 1922, donde permanecerá hasta después de la Segunda guerra mundial, moriría tiempo después en Villeta el 26 de diciembre de 1966.